# Ado z Vienne
Svatý Ado z Vienne nebo Adon a Adonis byl benediktin a arcibiskup Vienne.

## Život
Narodil se francouzské šlechtické rodině. Vzděláván byl v opatství Ferrières. Poté se vzdal svého titulu a dědičnosti a stal se benediktinským mnichem ve Ferrières. Vyučoval v opatství Prüm ale na žádost svého opata a za neshody mezi bratri byl nucen vrátit se domů. Vykonal pouť do Říma. Odešel se do Ravenny kde roku 858 revidoval a publikoval verzi Římského martyrologia.
Na žádost biskupa svatého Remigia se stal knězem kostela svatého Romana. Roku 859 byl papežem sv. Mikulášem I. Velikým jmenován arcibiskupem Vienne. Byl známým reformátorem diecéze. Napsal biografie svatých Desideria z Vienne a Theuderia a mnoho historických textů.
Oponoval králi Lotharu II. Lotrinskému který chtěl opustit svou manželku Theutbergu kvůli své milence.
Jeho svátek se slaví 16. prosince.